# Гюндюз Альп

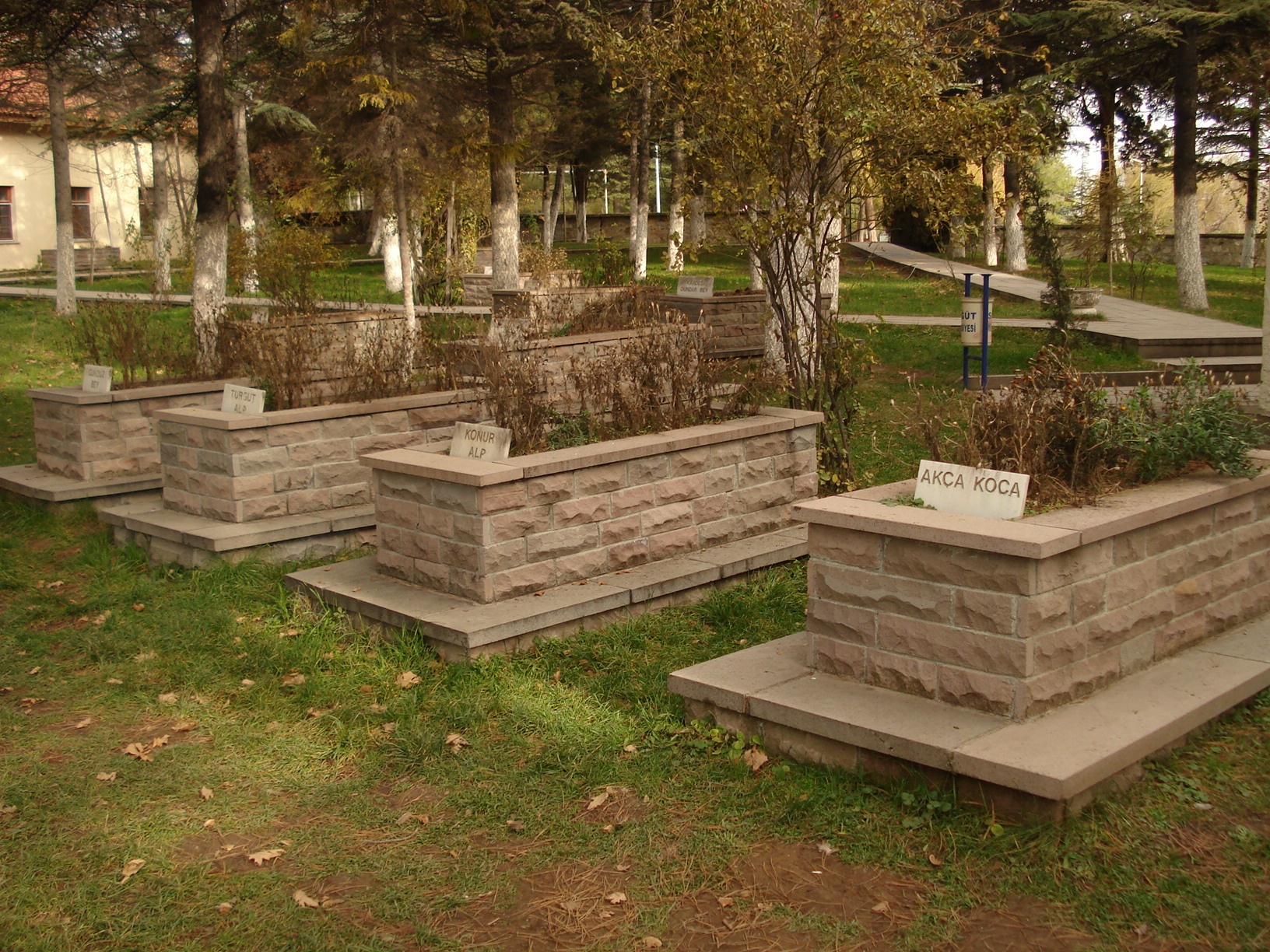
Сад могилы Эртогрула Гази в Сёгюте

Гюндюз Альп или Гюндюзальп (тур. Gündüz Alp, Gündüzalp) — отец Эртогрула и дед основателя османского государства, Османа I.
В османских источниках имя отца Эртогрула указывается по-разному. Ахмеди, Энвери и Караманлы Мехмед Паша называли отцом Эртогрула Гюндуз Альпа. Такие историки, как Адиль, Ашикпашазаде и Нешри, называли отцом Эртогрула Сулеймана Шаха.
Наличие фразы «Осман б. Эртугрул б. Гюндюз Алп» на чеканенной при Османе I монете однозначно указывает на Гюндуз Альпа как отца Эртогрула и деда Османа.